# Insectolaelaps
Insectolaelaps – rodzaj roztoczy z kohorty żukowców i rodziny Digamasellidae.

## Morfologia
Pajęczaki o ciele podzielonym na gnatosomę i idiosomę. Gnatosoma ma pięcioczłonowe nogogłaszczki z członem ostatnim zaopatrzonym w dwuwierzchołkowy pazurek. Epistom ma dwa lub trzy wyrostki na przedzie. Idiosoma ma zaokrąglony brzeg tylny i od wierzchu nakryta jest dwoma wyraźnie oddzielonymi tarczkami: podonotalną (prodorsum) nad podosomą i opistonotalną (postdorsum) nad opistosomą. Tarczka podonotalna zaopatrzona jest w scleronoduli. Tarczki brzuszna i analna zlane są w tarczkę wentro-analną. Pierwsza para szczecinek wentralnych rzędu zewnętrznego leży na niezesklerotyzowanym oskórku przed przednią krawędzią tejże tarczki. Odbyt jest niepowiększony i zajmuje mniej niż piątą część długości tarczki wentro-analnej. Odnóża czwartej pary mają sześć lub osiem szczecinek na kolanach i goleniach. U samicy ujście spermateki leży na nasadzie biodra czwartej pary odnóży.

## Taksonomia
Takson ten wprowadzony został w 1980 roku przez Jurija Szczerbaka. Gatunkiem typowym został wyznaczony Gamasellus (Digamasellus) quadrisetus, opisany w 1920 roku przez Antonia Berelesego. W 1982 roku ranga została mu obniżona do podrodzaju w obrębie rodzaju Dendrolaelaps przez  Wernera Hirschmanna i Jerzego Wiśniewskiego. Do rangi rodzaju wyniósł go na powrót w 1993 roku Wolfgang Karg.
Do rodzaju tego należą:

- Insectolaelaps armatus (Hirschmann, 1954)
- Insectolaelaps bialowiezae (Hirschmann et Wisniewski, 1982)
- Insectolaelaps euarmatus (Hirschmann, 1960)
- Insectolaelaps eustructurus (Hirschmann, 1960)
- Insectolaelaps hirsutus (Hirschmann, 1960)
- Insectolaelaps ipidoquadrisetus (Wisniewski et Hirschmann, 1983)
- Insectolaelaps japanoarmatus (Hirschmann et Wisniewski, 1982)
- Insectolaelaps javae (Wisniewski et Hirschmann, 1989)
- Insectolaelaps kielczewskii (Skorupski et Gwiazdowicz, 1992)
- Insectolaelaps latoarmatus (Hirschmann et Wisniewski, 1982)
- Insectolaelaps latopini (Hirschmann et Wisniewski, 1982)
- Insectolaelaps neoarmatus (Hirschmann et Wisniewski, 1982)
- Insectolaelaps nidiphilus (Wisniewski et Hirschmann, 1983)
- Insectolaelaps pini (Hirschmann, 1954)
- Insectolaelaps pinisimilis (Hirschmann, 1960)
- Insectolaelaps quadrisetoides (Hirschmann et Wisniewski, 1982)
- Insectolaelaps quadrisetosimilis (Hirschmann et Rühm, 1955)
- Insectolaelaps quadrisetus (Berlese, 1920)
- Insectolaelaps volnyi (Wisniewski et Hirschmann, 1991)
- Insectolaelaps zvoleniensis (Wisniewski et Hirschmann, 1984)